# Fremont (New Hampshire)
Fremont – miasto w Stanach Zjednoczonych, w stanie New Hampshire, w hrabstwie Rockingham.